# از فصل اول
از فصل اول (به مالایالم: Adhyayam Onnu Muthal) و (به انگلیسی: From Chapter One) فیلمی هندی محصول سال ۱۹۸۵ و به کارگردانی ساتیان آنتیکاد است. در این فیلم بازیگرانی همچون مادهوی، موهنلال، سونام، بالان کی. نایر، بهادر و سوکوماری ایفای نقش کرده‌اند.